# Cerco de Constantinopla (1260)
O cerco de Constantinopla de 1260 foi uma tentativa fracassada de retomar a cidade de Constantinopla pelas forças do Império de Niceia, o principal Estado sucessor do esfacelado Império Bizantino, das mãos do Império Latino.

## Contexto
Após o saque de Constantinopla pela Quarta Cruzada em abril de 1204, o Império Bizantino foi repartido entre os estados cruzados latinos e uns poucos domínios bizantinos, os principais sendo o Despotado de Epiro, na Grécia ocidental e na Albânia, e o Império de Niceia no oeste e noroeste da Ásia Menor. Ambos alegavam ser o representante legítimo do Império Bizantino e ambos, dada a debilidade do Império Latino, tentavam recuperar Constantinopla. A princípio, parecia que a cidade cairia frente às forças de Epiro, cujo governante, Teodoro Comneno Ducas se auto-proclamara imperador em Tessalônica em 1225-1227. O poder do despotado, porém, foi estraçalhado na Batalha de Klokotnitsa em 1230 contra o Império Búlgaro.
Assim, o caminho estava aberto para Niceia, de João III Ducas Vatatzes (r. 1221–1254), intervir na Europa. Aliado dos búlgaros, Vatatzes fundou uma primeira cabeça-de-ponte na Trácia em 1234. Juntamente com seus novos aliados, ele então tentou cercar a capital, sem sucesso, em 1235-1236. Depois disso, o governante niceno mudou seu objetivo e se concentrou em aumentar seus domínios na Europa. Sob Vatatzes, os nicenos tomaram a maior parte da Trácia e da Macedônia do despotado e dos búlgaros, se tornando o Estado mais poderoso da região. Reduzido à cidade de Constantinopla e redondezas, cercado a leste e oeste pelo Império de Niceia e sem recursos para atrair apoio armado, o Império Latino parecia pronto para ser tomado quando Vatatzes morreu. Até mesmo o papado parecia inclinado a aceitar o inevitável em troca de concessões de natureza teológica, como a aceitação da primazia papal pelos ortodoxos. O Império Latino conseguiu algum espaço com a morte do imperador niceno, pois seu filho e sucessor, Teodoro II Láscaris (r. 1254–1258) foi forçado a enfrentar numerosos ataques aos seus novos territórios nos Bálcãs.
Logo depois da morte de Teodoro II, o ambicioso Miguel VIII Paleólogo (r. 1259–1282) ascendeu ao trono, a princípio como guardião do ainda menor de idade João IV Láscaris (r. 1259–1261). Neste ponto, uma coalizão de inimigos de Niceia se formou, contando com Epiro, o Principado da Acaia e o Reino da Sicília. A aliança, porém, foi fragorosamente derrotada na Batalha de Pelagônia no verão de 1259. Com seus principais inimigos mortos, presos ou exilados, Paleólogo se viu livre para voltar sua atenção para Constantinopla.

## O cerco
Após passar o inverno em Lâmpsaco, em janeiro de 1260 Paleólogo cruzou o Helesponto com seu exército e marchou para a capital. Os relatos dos cronistas bizantinos sobre os eventos seguintes diferem consideravelmente entre si.
De acordo com Jorge Acropolita, o imperador niceno contava com uma promessa de traição de um tal nobre latino chamado "Asel" (identificado como sendo ou Ansel de Toucy ou Ansel de Cahieu), que era dono de uma casa adjacente à muralha da cidade e tinha prometido abrir um dos portões para as tropas invasoras. Consequentemente, a expedição não era grande o suficiente para tomar de assalto a cidade. Miguel ordenou que se montasse acampamento em Gálata, preparando-se para atacar a fortaleza de Gálata, na costa norte do Chifre de Ouro, enquanto ele esperava que Asel cumprisse sua promessa. Este, porém, nada fez e alegou que suas chaves lhes foram tomadas pelo prefeito de Constantinopla. Acropolita afirma que Miguel conseguiu uma trégua de um ano e abandonou o cerco.
Os outros cronistas (Jorge Paquimeres, Nicéforo Gregoras e outros) apresentam uma expedição completamente diferente, em grande escala e como um esforço prolongado para tomar de assalto a cidade. A campanha nicena se iniciou com uma outra, preliminar, com o objetivo de isolar a cidade capturando os fortes à sua volta e os assentamentos que controlavam as vias de acesso, chegando até a Selímbria (a 60 quilômetros da cidade), além do assalto direto a Gálata. O cerco, de grande porte, foi supervisionado pessoalmente por Miguel de um ponto elevado visível, utilizando-se de armas de cerco e tentativas de escavação sob a muralha. Gálata conseguiu se manter por conta da determinada resistência de seus habitantes e dos reforços enviados para lá em barcos a remo a partir de Constantinopla. Por causa disso e preocupado com notícias de um ataque iminente para romper o cerco, Miguel desistiu do ataque e recuou.
A diferença entre os dois relatos é atribuída pelos estudiosos modernos à conhecida tendência de Acropolita de minimizar as falhas de Miguel VIII. Em ambas se relata uma tentativa de tomar Gálata, uma referência clara a um mesmo evento, e o plano de Asel pode, de fato, ecoar um episódio genuíno do cerco que ganhou uma proeminência indevida no relato de Acropolita.

## Resultado
Em agosto de 1260, um armistício foi firmado entre Miguel VIII e Balduíno II com duração de um ano (até agosto de 1261). Embora o cerco tenha fracassado, Miguel VIII imediatamente começou a planejar uma nova tentativa. Em março de 1261, ele negociou com a República de Gênova o Tratado de Ninfeu, que deu-lhe acesso à uma frota de guerra em troca de direitos comerciais. O tratado também funcionou como um pacto de defesa mútua entre os dois estados contra a República de Veneza, o principal adversário de Gênova e principal aliado do Império Latino. Porém, os esforços de Miguel se tornaram redundantes quando, em 25 de julho de 1261, uma força de vanguarda enviada para patrulhar os subúrbios de Constantinopla, liderada por Aleixo Estrategópulo, conseguiu penetrar na cidade na escuridão da noite e tomá-la dos latinos.